# Machemont
Machemont ist eine französische Gemeinde mit 808 Einwohnern (Stand: 1. Januar 2022) im Département Oise in der Region Hauts-de-France. Sie gehört zum Arrondissement Compiègne und zum Kanton Thourotte. 

## Geographie
Machemont liegt am Fluss Matz, einem Nebenfluss der Oise. Umgeben wird Machemont von den Nachbargemeinden Cannectancourt im Norden, Ribécourt-Dreslincourt im Nordosten, Cambronne-lès-Ribécourt im Osten, Thourotte im Süden, Mélicocq im Südwesten sowie Chevincourt im Westen.

## Bevölkerungsentwicklung
| Jahr      | 1962 | 1968 | 1975 | 1982 | 1990 | 1999 | 2006 | 2012 | 2018 |
| Einwohner | 630  | 719  | 665  | 592  | 687  | 748  | 741  | 707  | 749  |

## Sehenswürdigkeiten

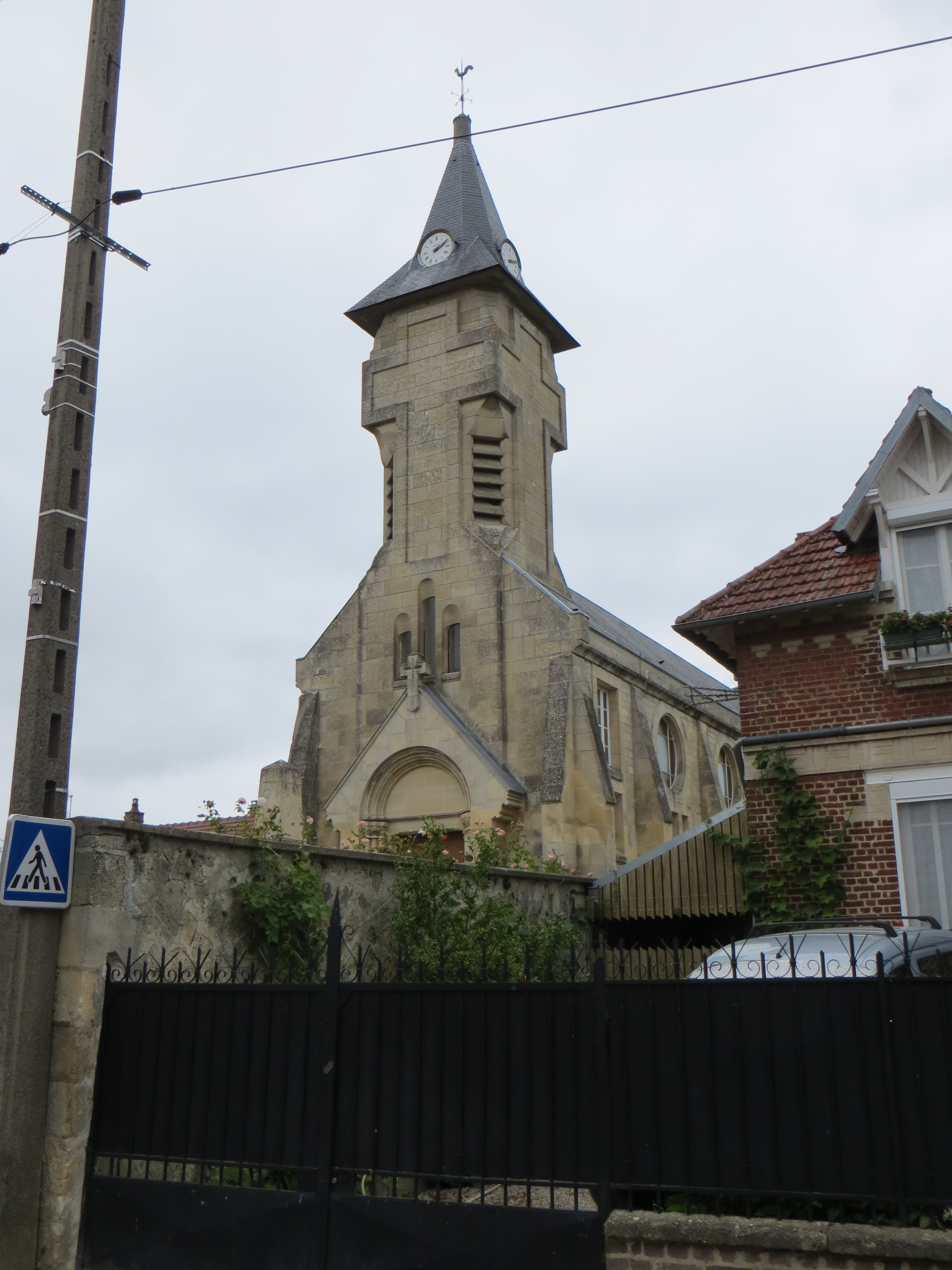
Kirche Saint-Sulpice

- Kirche Saint-Sulpice, moderner Kirchbau aus dem Jahr 1930
- Ruinen des Klosters und des Schlosses Saint-Amand
- Schloss Roberville
- Mühle am Matz